# Лінда Лі Фаган
Лінда Лі Фаган (англ. Linda Lee Fagan; нар. 1 липня 1963, Колумбус) — американська воєначальниця, адмірал Берегової охорони США (2020). 32-й Заступниця коменданта (2021-2022) та 27-й Комендантка Берегової охорони США (з 2022).

## Біографія
Лінда Лі Фаган народилася 1 липня 1963 року в Колумбусі, штат Огайо. 1985 році здобула вищу освіту в Академії Берегової охорони США зі ступенем бакалавра морських наук. Пізніше вона отримала ступінь магістра морських справ у Вашингтонському університеті в 2000 році та ступінь магістра морських справ зі стратегії національної безпеки в Індустріальному коледжі Збройних Сил при Національному університеті оборони в 2008 році.
У 2021 році Лінда Лі Фаган стала 32-ю заступницею коменданта Берегової охорони та першою жінкою-адміралом Берегової охорони з чотирма зірками. До цього вона була командувачкою Тихоокеанського регіону Берегової охорони, а також заступницею командувача Берегової охорони з питань операцій, політики та спроможностей, командувала 1-м округом Берегової охорони та сектором Берегової охорони Нью-Йорка. Фаган також є першим кавалером Золотого Стародавнього Тризуба Берегової охорони, офіцером з найдовшим стажем служби у сфері морської безпеки. У квітні 2021 року міністр внутрішньої безпеки Алехандро Майоркас оголосив про її призначення на посаду наступного віце-коменданта Берегової охорони замість Чарльза В. Рея. 17 червня 2021 року її кандидатуру було затверджено, а 18 червня вона вступила на посаду.
У квітні 2022 року було оголошено, що Фаган буде номінована на посаду наступника Карла Л. Шульца на посаді коменданта Берегової охорони, що зробило її першою жінкою в американській історії, яка очолила окремий вид Збройних сил США. 7 квітня 2022 року її кандидатуру було направлено до Сенату США, а 11 травня вона була одноголосно затверджена на посаду.